# عبد الحميد مهري
عبد الحميد مهري (3 أبريل 1926 - 30 يناير 2012) الموافق ل (19 رمضان 1344 هـ - 7 ربيع الأول 1433 هـ) سياسي جزائري يعرف بميوله القومية العربية.

## نشأته وحياته السياسية
ولد في 3 أبريل 1926 في بالخروب التابعة لمدينة قسنطينة
نشأ في وادي الزناتي أين حفظ القرآن الكريم وتلقى أولى دروسه، انخرط في صفوف حزب الشعب الجزائري ثم حركة انتصار الحريات الديمقراطية، اعتقل في نوفمبر 1954 وبقي في السجن حتى نيسان/أبريل 1955. بعد أشهر عُيّن ضمن وفد جبهة التحرير الوطني بالخارج، وشغل منصب عضو في المجلس الوطني للثورة الجزائرية، ثم في لجنة التنسيق والتنفيذ، عند تشكيل الحكومة المؤقتة شغل منصب وزير شؤون شمال أفريقيا في الأولى، ومنصب وزير الشؤون الاجتماعية والثقافية في التشكيلة الثانية.
عرف بمشروع يسمّى باسمه ؛ هو مشروع مهري للرد على مشروع ديغول.
بعد الاستقلال عُيِّن أمينا عاما لوزارة التعليم الثانوي 1965-1976، ثم وزير الإعلام والثقافة في مارس 1979 ثم سفير الجزائر في فرنسا 1984-1988 ثم في المغرب حتى استدعائه إلى الجزائر وتوليه منصب الأمانة الدائمة للجنة المركزية ثم منصب الأمين العام للحزب.

## الأمين العام
بيد أن أهم منصب تقلده مهري كان منصب الأمين العام لحزب جبهة التحرير الوطني بين 1988 و 1996، نظرا للمرحلة الحساسة التي كانت تمر بها الجزائر التي دخلت التعددية السياسية بعد 26 سنة من هيمنة حزب جبهة التحرير على الحياة السياسية.
وكان مهري من دعاة المصالحة خلال أزمة الإرهاب التي عرفتها الجزائر بعد إلغاء انتخابات 1991 وكانت ستفوز بها الجبهة الإسلامية للإنقاذ التي حُظرت لاحقا.
وبرز دوره من خلال المشاركة في أول محاولة مصالحة من خلال التوقيع على اتفاق سانت إيجيدو بروما عام 1994، إلى جانب حسين آيت أحمد زعيم جبهة القوى الاشتراكية وأنور هدام عن الجبهة الإسلامية للإنقاذ وأحمد بن بلة أول رئيس جزائري بعد الاستقلال وآخرين.

## انسحابه من الحياة السياسية
انسحب مهري من الحياة السياسية منذ إزاحته من منصب الأمين العام لحزب جبهة التحرير الوطني عام 1996، لكنه بقي يناضل من أجل التغيير والتداول السلمي للسلطة إلى آخر أيامه من خلال المحاضرات والملتقيات التي شارك فيها.
وتوجه برسالة بتاريخ السادس عشر من فبراير/شباط العام الماضي إلى الرئيس الجزائري عبد العزيز بوتفليقة حول الوضع السياسي في البلاد، ودعا فيها إلى تقييم نقدي شامل لنظام الحكم وممارساته منذ الاستقلال.
كما دعا في رسالته إلى إقامة نظام حكم ديمقراطي حقيقي قادر على حل مشاكل البلاد والإسراع بإزالة كل القيود التي تحول دون حرية التعبير أو تحد منها.

## وفاته
توفي عبد الحميد مهري صبيحة يوم الاثنين 30 جانفي 2012 عن 85 عاما بعد أسابيع من الصراع مع المرض بمستشفى عين النعجة العسكري بالعاصمة الجزائرية. ووري عبد الحميد مهري الثرى في مقبرة سيدي يحيى بالعاصمة في جو جنائزي مهيب، وبحضور قياسي للشخصيات الوطنية والسياسية، التي جاءت لتوديع ابن الثورة وأب السياسة في الجزائر، في جنازة رئاسية ينقصها فقط البروتوكول.

## روابط خارجية
- عبد الحميد مهري على موقع مونزينجر (الألمانية)